# عيسى (قبيلة)

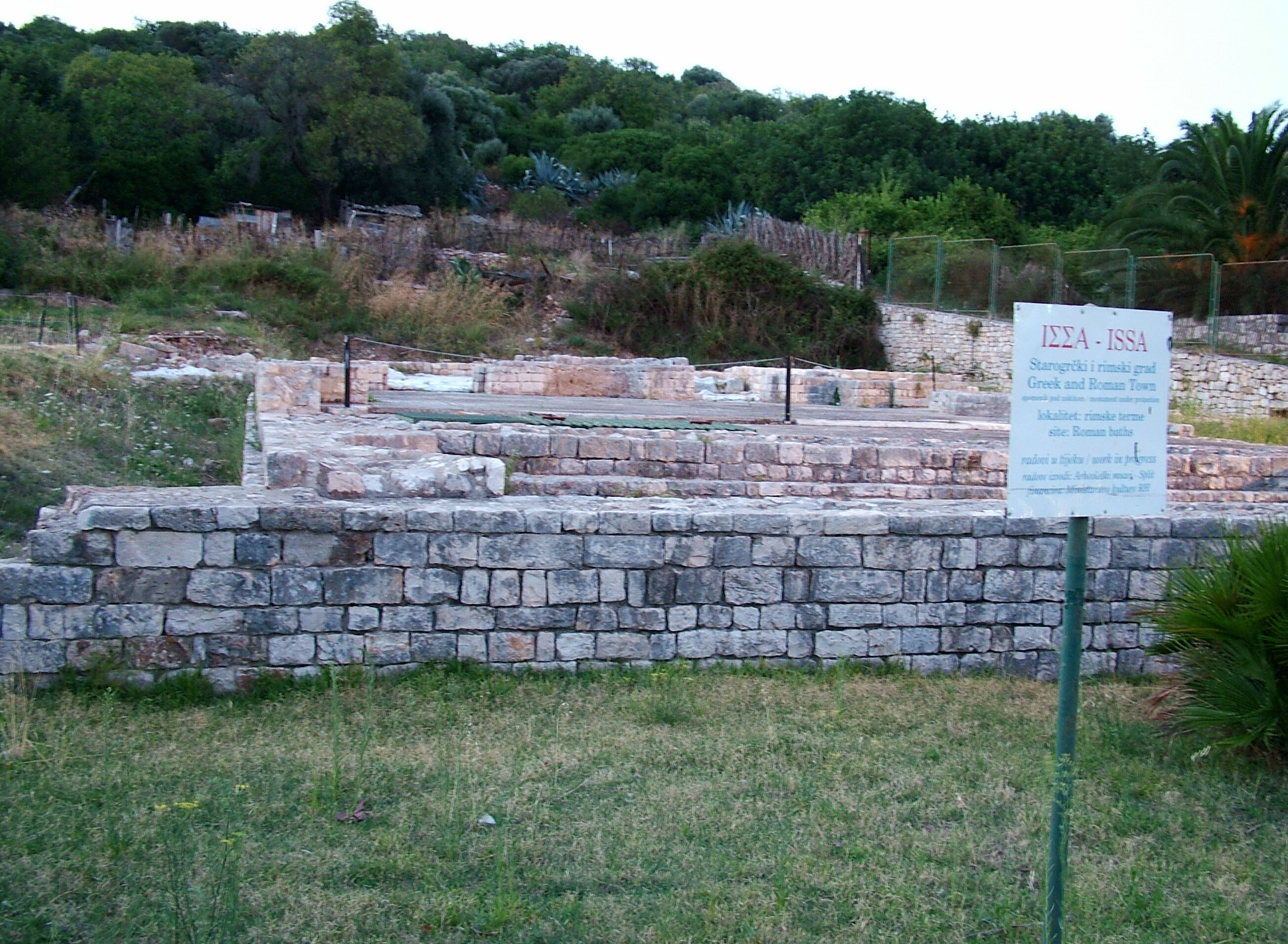

قبيلة عيسى هي قبيلة من أكبر القبائل الصومالية تاريخًا وشعبًا حسب قول المؤرخ الصومالي ووزير الأوقاف الجيبوتي موجي درر سمتر في كتابه «العيسى شعب وتاريخ» ومن مميزات هذه القبيلة أنها كانت ولا تزال تتمتع بنظام سياسي قل نظيره في العالم الثالث وهناك نظام قضائي وقوانيين «حير عيسى» التي تميزت بالعدل والمساواة وكفلت للجميع حقوقهم.
كما أنها من أكبر القبائل القاطنة في القرن الأفريقي حسب ما أورده أستاذ ريراش في كتابه «كشف السدول عن تاريخ الصومال».

## أماكن تواجدها
هذه القبيلة منتشرة فيما كان يعرف بالصومال الكبير ولكن ترتكز قوتها ابتداء من بلحار مروا بزيلع ومدينة حريرد التجارية وصولا إلى أقصى الشمال في جيبوتي أما امتدادها في إثيوبيا فهي من أعرق القبائل القاطنة في الصومال الغرب (الإقليم الخامس الحالي) ابتدءًا من دونله ومرورًا بمدينة دردوا العاصمة التجارية والصناعية لإثيوبيا وصولا إلى مدينة متاهرة القريبة من اديس ابابا.